# José Pereira de Lacerda
José Pereira de Lacerda (Moura, 7 de Junho de 1662 – Faro, 28 de Setembro de 1738) foi bispo e cardeal de Portugal.

## Biografia
Filho de Francisco Pereira de Lacerda e de sua mulher Antónia de Brito Nogueira.
Formou-se pelas Faculdades de Leis e de Cânones da Universidade de Coimbra, tirando o doutoramento utroque iure, tanto em direito civil como em direito canônico, em 14 de Novembro de 1683.
Foi feito bispo do Algarve (1716) e cardeal (do título de Santa Susana) pelo Papa Clemente XI em 29 de Novembro de 1719, embora só tenha recebido o barrete cardinalício das mãos do seu sucessor, Papa Inocêncio XIII. Entre 1718 e 1720, foi governador do Algarve.
Manteve-se à frente da sua diocese até à morte, em 1738. Está sepultado na Sé de Faro.